# The Germans
The Germans is de zesde en laatste aflevering van de eerste reeks van de komische BBC-televisieserie Fawlty Towers. De aflevering werd op 24 oktober 1975 voor het eerst uitgezonden. Het script werd geschreven door John Cleese en Connie Booth. De regie was in handen van Bob Spiers.
In deze episode ligt Sybil Fawlty in het ziekenhuis vanwege een ingegroeide teennagel. Een brandoefening loopt volledig mis als er echt brand uitbreekt en Basil een hersenschudding oploopt. Hij verlaat stiekem het ziekenhuis om een groep Duitse gasten op te vangen, maar heeft zichzelf niet meer in de hand. Vanwege een combinatie van zijn eigen vijandigheid en door hersenschudding veroorzaakte mentale verwarring maakt Basil talloze verwijzingen naar de Tweede Wereldoorlog terwijl hij hun dinerbestellingen opneemt. Dit is dan ook de aflevering met de klassieke oproep Don't mention the war! (Begin niet over de oorlog!).
Tijdens de opnamen van de brand-in-de-keukenscène liep acteur Andrew Sachs ernstige verwondingen op toen de rokende chemicaliën door zijn beschermende mouwen heen drongen.
In juni 2020 werd de aflevering door de UKTV-streamingdienst van de BBC offline gehaald. Volgens de Britse en internationale pers was de reden het opgelaaide protest tegen racisme na de dood van George Floyd op 25 mei 2020. Op 12 juni liet UKTV weten dat de aflevering weer zou worden uitgezonden en dat deze offline was gehaald om er een waarschuwing aan toe te voegen, tot ongenoegen van John Cleese. Hij verklaarde dat het racisme met humor ontkracht werd door de racistische uitlatingen van een personage in de aflevering belachelijk te maken.

## Rolverdeling
- John Cleese als Basil Fawlty
- Prunella Scales als Sybil Fawlty
- Brenda Cowling als zuster
- Louis Mahoney als Dr. Finn